# Kurdistan turc
Pour les articles homonymes, voir Kurdistan (homonymie).

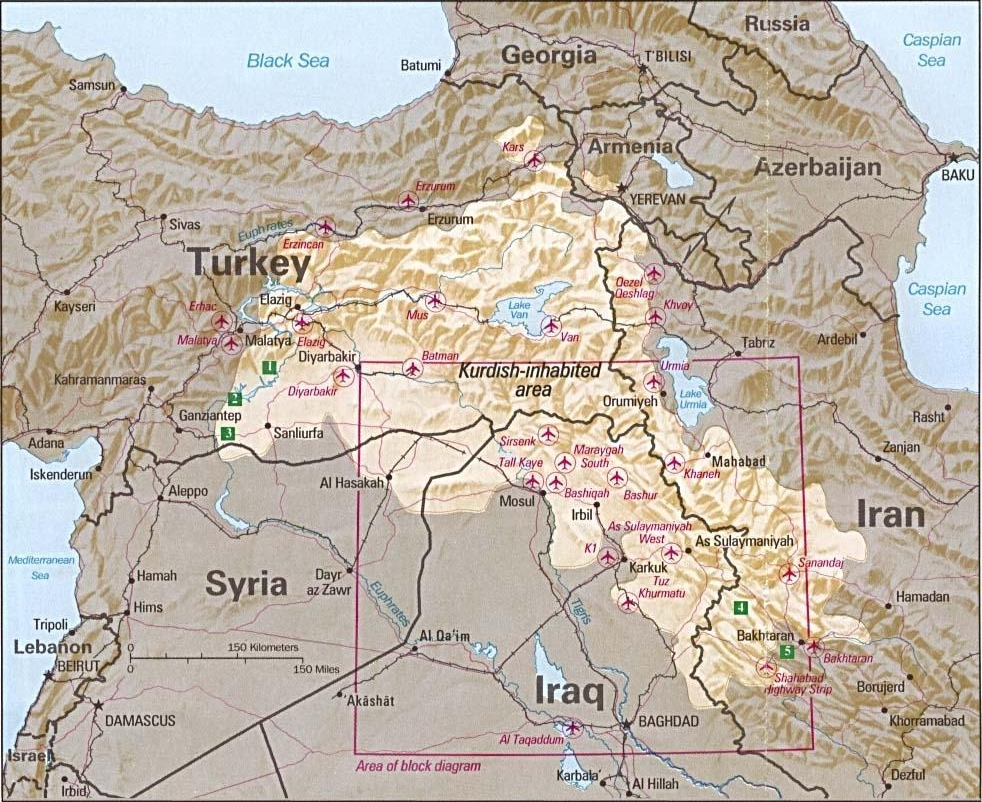
Régions habitées par les Kurdes.

Le Kurdistan du Nord ou Kurdistan septentrional (en kurde: Bakurê Kurdistanê) est une région du sud-est de la Turquie principalement peuplée de Kurdes, de Turcs et d'Arabes. Les autorités turques ne reconnaissent pas la dénomination de « Kurdistan » et préfèrent parler de « région de l'Anatolie du Sud-Est » (en turc : Güneydoğu Anadolu bölgesi).

## Histoire

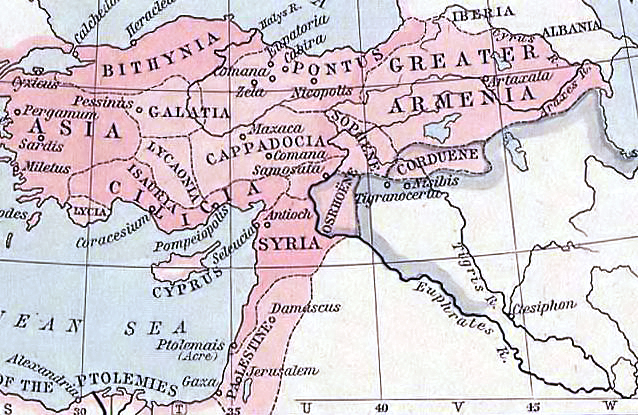
Carte où apparaissent la Corduène et la Sophène vers 60 av. J.-C.

La région montagneuse au Sud et au Sud-Est du lac de Van, entre Perse et Mésopotamie, était en possession des Kurdes avant l'époque de Xénophon, et était connue sous le nom de « pays des Carduchi » par les Grecs (en grec Καρδούχοι), Cardyène ou Cordyène.
Au maximum de leur avancée au Proche-Orient, les Romains dominèrent le Kurdistan turc et la partie Ouest du Kurdistan actuel. Le royaume de Corduène était par exemple vassal de l'Empire romain entre 66 av. J.-C. et 384.
Après les invasions turco-mongoles des XIIe et XIIIe siècles, le Kurdistan retrouve une partie de son autonomie, mais n'est cependant pas un territoire uni. Le territoire habité par les Kurdes est morcelé en une série de petits états appelés émirats. Une histoire de ces états, de leurs relations entre eux et avec leurs voisins persans et turcs est donnée dans le Sharafnameh du prince Charaf ad-Din Bitlisi, qui est considéré comme un travail historique de référence sur les Kurdes.
En 1920, le traité de Sèvres prévoyait la création d’un État kurde sur les restes de l’Empire ottoman détruit, comme pour les autres peuples de la région. Mais par le traité de Lausanne de 1923, le Moyen-Orient est divisé en plusieurs pays qui ne prennent pas en compte le droit des Kurdes à disposer d'une terre. En effet, d’une grande importance géopolitique dans la région, le Kurdistan est également riche en pétrole et en eau.
Pendant la guerre pour l'indépendance de la Turquie, le gouvernement turc promit aux Kurdes un statut d’autonomie proche du fédéralisme. Pourtant, l'indépendance acquise (1923), le gouvernement turc revint sur sa promesse et interdit la langue et les noms de famille kurdes, le terme « kurde » lui-même est proscrit et les politiques désignent les Kurdes sous l'expression de « Turcs des montagnes »,. Les écoles et journaux kurdes sont fermés et la première Assemblée nationale où siégeait soixante-quinze députés du Kurdistan est dissoute. Face à cette négation du fait kurde et de l'identité kurde, les Kurdes se sont soulevés à plusieurs reprises. Les soulèvements ont été violemment réprimés par l'armée turque,.
Le 5 mai 1932, le Parlement turc promulgue une loi de déportation et de dispersion des Kurdes. Cette loi vise la déportation massive des Kurdes vers l'Anatolie centrale et l'implantation, dans les territoires kurdes, d'immigrés turcophones originaires des Balkans afin d'accélérer la « turquisation » du Kurdistan turc ; selon certaines estimations, le Kurdistan de Turquie aurait perdu, de 1925 à 1939, environ le tiers de sa population par suite de massacres collectifs et des déportations de masse.

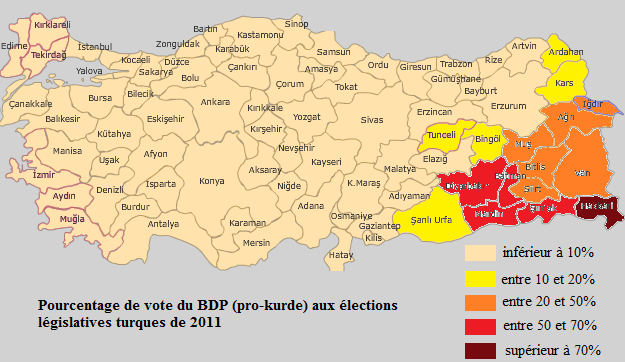
Pourcentage de vote du BDP (parti pro-kurde) aux élections législatives de 2011.

Le dernier soulèvement en date contre le gouvernement turc est le fait du Parti des travailleurs du Kurdistan (PKK). Ce soulèvement qui prend la forme d'une guérilla débute en 1984 en faisant des dizaines de morts par semaine. Depuis l'arrestation en 1999 au Kenya, et la condamnation à la prison à perpétuité du chef du PKK, Abdullah Öcalan, surnommé Apo par les Kurdes signifiant oncle, les affrontements ont diminué d'intensité, avec notamment le repli des troupes du PKK vers le Kurdistan de l'Est (ou Kurdistan iranien) et le Kurdistan du Sud (Kurdistan irakien). Au total, la guerre a fait plus de 37 000 morts dans la région.
Les Kurdes ont notamment commencé à s'investir dans la vie politique institutionnelle au début des années 1960, avec la création du Parti ouvrier de Turquie (TIP) par des syndicalistes de gauche. Le parti s'est développé grâce au soutien massif des militants kurdes et a obtenu quinze élus à l’Assemblée, parmi lesquels plusieurs Kurdes. Le TIP a été interdit après le coup d’État de 1971 pour avoir déclaré que « le peuple kurde a le droit d’exercer ses droits politiques en Turquie. » Par la suite, les Kurdes ont cherché une issue politique autonome.
Lors des élections législatives de 1991, un parti dit « kurde », le Parti du travail du peuple, a pour la première fois présenté des candidats et obtenu vingt-deux sièges. Cependant, quand la député Leyla Zana a prêté serment en kurde en déclarant : « Vive la fraternité entre les peuples turc et kurde », elle et ses compagnons ont été chassés de l’Assemblée nationale et condamnés à quinze ans de prison pour trahison et liens avec le PKK.
La principale représentation politique kurde, le Parti de la société démocratique (DTP) comptait vingt-et-un députés à l'Assemblée nationale turque en 2007. Le DTP est dissous le 11 décembre 2009 par la Cour constitutionnelle turque qui le soupçonnait d'entretenir des liens proches avec le PKK, considéré comme terroriste par la Turquie et l'Union européenne. Le DTP fut remplacé par le BDP qui comptait 29 députés (sur 550) au parlement turc issu des élections législatives de 2011. Le BDP fut remplacé par le Parti démocratique des peuples (HDP) qui compte 59 députés (sur 550) en 2015 puis 67 (sur désormais 600 députés) au parlement monocaméral turc issu des élections législatives de juin 2018.

## Géographie
Le Kurdistan turc occupe une grande partie du Sud-Est de la Turquie, représentant 210 000 km2 et 41,7 % de la superficie totale du Kurdistan. Principalement située sur le plateau anatolien et le haut-plateau arménien, la région est montagneuse, le sommet culminant, le mont Ararat, étant à 5 165 m d'altitude.
La région connaît un climat continental avec des étés chauds et des hivers très froids.

## Démographie
D'après le dernier recensement turc de 2008, la zone prise en compte par les autorités (délimitée à l'ouest par Urfa, Adıyaman et Malatya, au nord par Erzincan, Tunceli, Bingöl, Muş et Ağrı) serait habitée par environ dix millions d'habitants, ce qui représenterait près de 14 % de la population nationale[réf. nécessaire].
Il existe de nombreuses disparités tant sur le plan ethnique que religieux :
- une importante communauté arabe est présente le long de la frontière avec la Syrie ainsi que dans les provinces de Urfa, Mardin et Şırnak; les Turcs sont eux fortement concentrés dans les régions de Malatya et d'Elâzığ, mais également présents en tant que fonctionnaires dans toutes les villes du Kurdistan turc. Les Kurdes Zazas habitent les régions d'Elâzığ, Diyarbakır, Tunceli, Erzincan et l'est de la région de Urfa. Il existe une petite communauté arménienne encore présente à Diyarbakir, et la région de Mardin abrite encore une petite communauté syriaque. D'après un sondage de l'institut de recherche turc Konda réalisé en 2008, 62 % de la population de la région se considèrent d'origine kurde[13] ;
- les alévis sont très minoritaires par rapport aux sunnites et se concentrent en grande majorité à Tunceli, Erzincan, dans l'est de la région d'Elâzığ (en particulier Karakoçan), à Malatya.

Selon ce même institut de sondage, il y aurait environ douze millions de Kurdes (16 % de la population nationale) dans toute la Turquie. Présente à une conférence se déroulant à Diyarbakır concernant les droits de l'homme en Turquie, Leyla Zana, grande figure de la cause kurde, a parlé de quinze millions de Kurdes (20 % de la population nationale), dont au moins cinq millions seraient assimilés aux Turcs. Selon d'autres sources, les Kurdes de Turquie constituent la moitié des Kurdes du Moyen-Orient, soit de 15 à 20 millions d'individus (28 % de la population nationale),.

## Personnalités nées au Kurdistan turc
- Seyid Riza (1865-1937), leader du soulèvement kurde de Dêrsim (Tunceli).
- Kemal Burkay (1937-), fondateur du Parti socialiste du Kurdistan (PSK), poète et écrivain.
- Sevê Evin Çiçek (1961-), journaliste et auteure.
- Suzan Samanci (1962-), auteure.